# موسورو
موسورو هي بلدية في البرازيل، تتبع ريو غراندي دو نورتي، بلغ عدد سكانها 259٬815  نسمة، في 2010، تبلغ مساحتها 2٬099٫360 كيلومتر مربع.

## الموقع
تشترك في الحدود مع:
- Tibau [الإنجليزية]‏
- سيرا دو ميل
- Assu, Rio Grande do Norte [الإنجليزية]‏
- Governador Dix-Sept Rosado [الإنجليزية]‏
- Areia Branca, Rio Grande do Norte [الإنجليزية]‏
- Upanema [الإنجليزية]‏
- Baraúna, Rio Grande do Norte [الإنجليزية]‏
- أراكاتي.

## المناخ
يظهر الجدول التالي التغييرات المناخية على مدار السنة لموسورو:
| البيانات المناخية لـموسورو                                                                    | البيانات المناخية لـموسورو | البيانات المناخية لـموسورو | البيانات المناخية لـموسورو | البيانات المناخية لـموسورو | البيانات المناخية لـموسورو | البيانات المناخية لـموسورو | البيانات المناخية لـموسورو | البيانات المناخية لـموسورو | البيانات المناخية لـموسورو | البيانات المناخية لـموسورو | البيانات المناخية لـموسورو | البيانات المناخية لـموسورو | البيانات المناخية لـموسورو |
| الشهر                                                                                         | يناير                      | فبراير                     | مارس                       | أبريل                      | مايو                       | يونيو                      | يوليو                      | أغسطس                      | سبتمبر                     | أكتوبر                     | نوفمبر                     | ديسمبر                     | المعدل السنوي              |
| --------------------------------------------------------------------------------------------- | -------------------------- | -------------------------- | -------------------------- | -------------------------- | -------------------------- | -------------------------- | -------------------------- | -------------------------- | -------------------------- | -------------------------- | -------------------------- | -------------------------- | -------------------------- |
| متوسط درجة الحرارة الكبرى °م (°ف)                                                             | 34.1 (93.4)                | 33.3 (91.9)                | 32.6 (90.7)                | 32.3 (90.1)                | 32.3 (90.1)                | 32.3 (90.1)                | 32.5 (90.5)                | 33.8 (92.8)                | 34.4 (93.9)                | 34.6 (94.3)                | 34.6 (94.3)                | 34.4 (93.9)                | 33.4 (92.1)                |
| المتوسط اليومي °م (°ف)                                                                        | 26.8 (80.2)                | 25 (77)                    | 27.3 (81.1)                | 27.3 (81.1)                | 27 (81)                    | 26.7 (80.1)                | 26.5 (79.7)                | 27.1 (80.8)                | 27.7 (81.9)                | 28.1 (82.6)                | 28.3 (82.9)                | 28.7 (83.7)                | 27.2 (81.0)                |
| متوسط درجة الحرارة الصغرى °م (°ف)                                                             | 23.7 (74.7)                | 23.5 (74.3)                | 23.3 (73.9)                | 23.2 (73.8)                | 22.8 (73.0)                | 21.9 (71.4)                | 21.6 (70.9)                | 21.3 (70.3)                | 21.9 (71.4)                | 22.8 (73.0)                | 23.2 (73.8)                | 23.6 (74.5)                | 22.7 (72.9)                |
| معدل هطول الأمطار مم (إنش)                                                                    | 69.3 (2.73)                | 130.1 (5.12)               | 169.2 (6.66)               | 179.6 (7.07)               | 109.5 (4.31)               | 49.4 (1.94)                | 39.9 (1.57)                | 11.1 (0.44)                | 5.9 (0.23)                 | 3.4 (0.13)                 | 3.2 (0.13)                 | 17.3 (0.68)                | 787.9 (31.02)              |
| متوسط الرطوبة النسبية (%)                                                                     | 67                         | 72                         | 78                         | 74                         | 76                         | 72                         | 69                         | 62                         | 61                         | 62                         | 63                         | 66                         | 68.5                       |
| ساعات سطوع الشمس الشهرية                                                                      | 231.7                      | 194.4                      | 186.4                      | 190.3                      | 217.1                      | 211.3                      | 228.3                      | 269.1                      | 271.7                      | 290.3                      | 281                        | 256.5                      | 2٬828٫1                    |
| المصدر #1: Climate Charts (daily means and humidity);                                         |                            |                            |                            |                            |                            |                            |                            |                            |                            |                            |                            |                            |                            |
| المصدر #2: Brazilian National Institute of Meteorology - INMET (rainfall and sun: 1961-1990). |                            |                            |                            |                            |                            |                            |                            |                            |                            |                            |                            |                            |                            |

## معرض صور

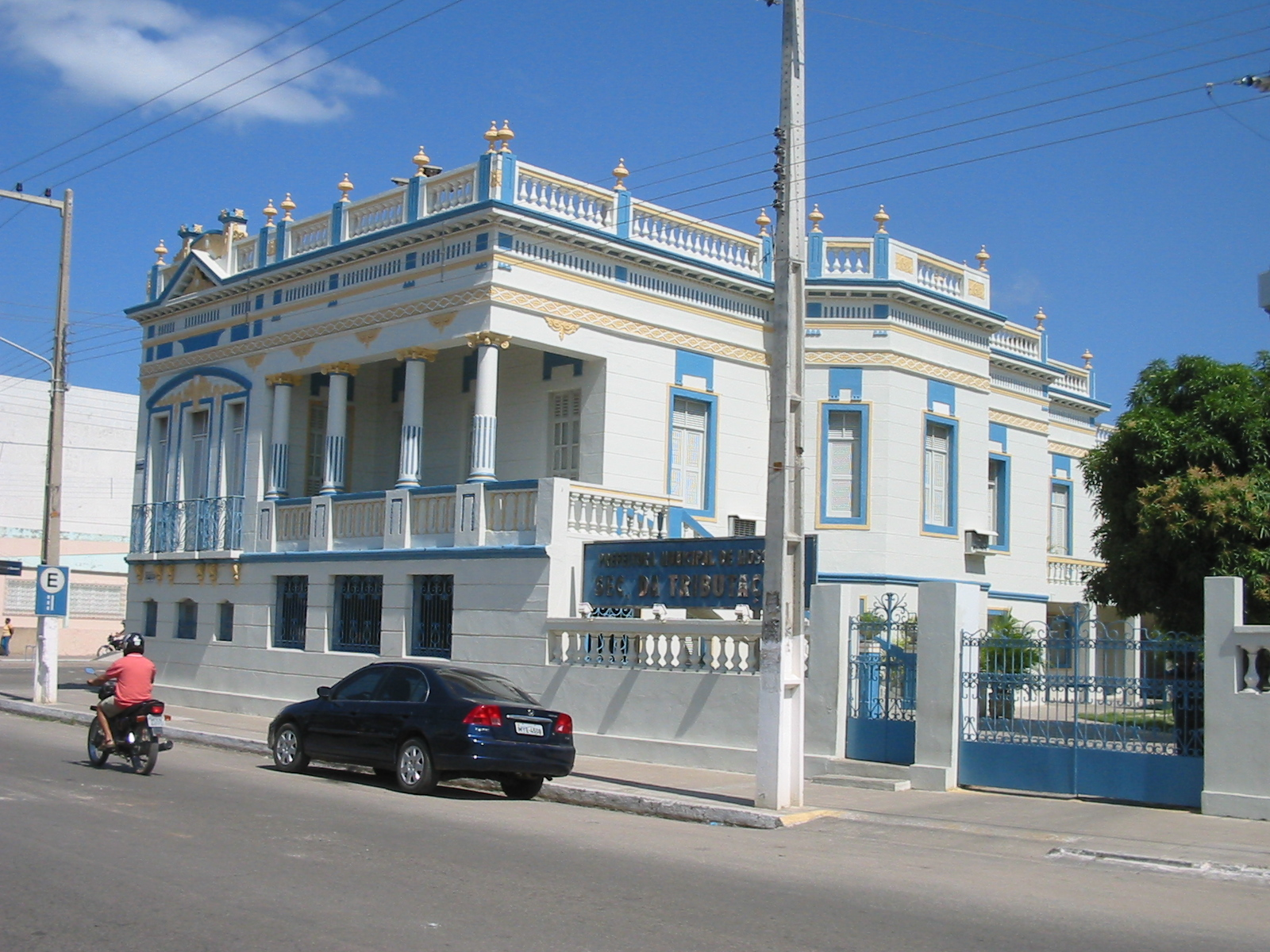
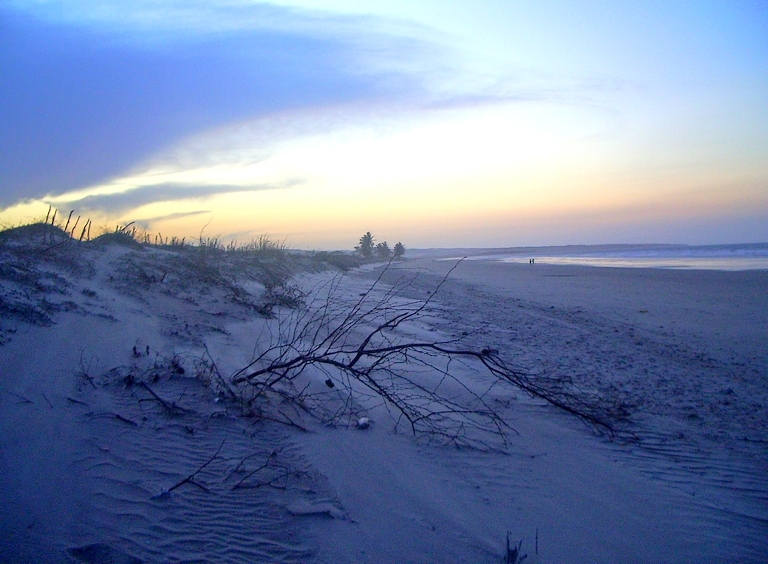
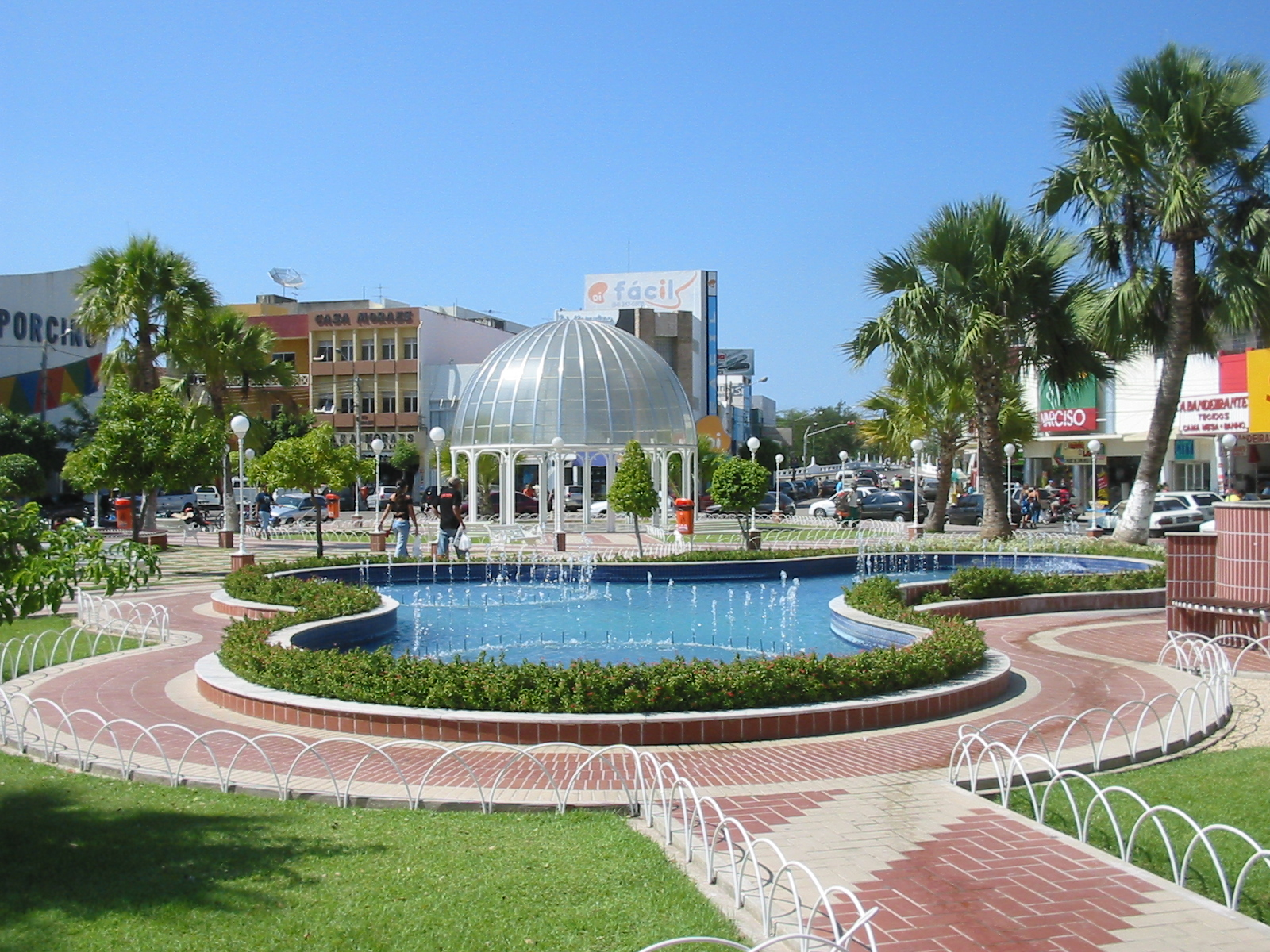
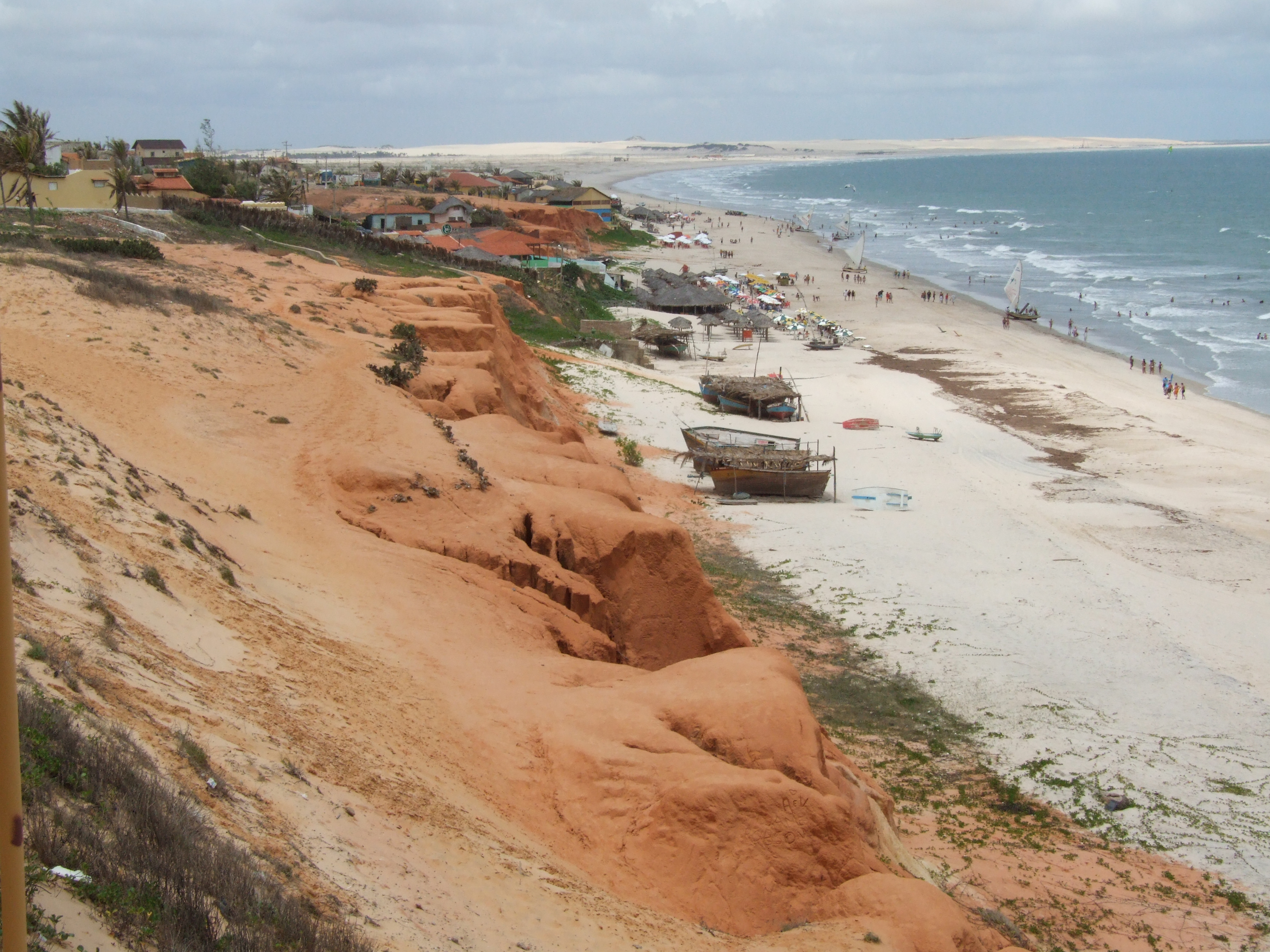

## أعلام
- جواو باتيستا ليما غوميز
- موسورو
- دكوينهو